# Amtsbezirk Nottmark
Der Amtsbezirk Nottmark war ein Amtsbezirk im Kreis Sonderburg in der Provinz Schleswig-Holstein.
Der Amtsbezirk wurde 1889 gebildet und umfasste die vier Gemeinden Almstedt, Hellwitt, Hundsleben und Nottmark sowie Teile des Forstgutsbezirks Sonderburg. 1920 wurde der Amtsbezirk aufgelöst und die Gemeinden aufgrund der Volksabstimmung in Schleswig an Dänemark abgetreten.